# Wilhelm Peter Binding
Wilhelm Peter Binding (* 14. Mai 1772 in Frankfurt am Main; † 1834 ebenda) war ein Politiker der Freien Stadt Frankfurt.
Binding war ein Sohn von Johann Peter Binding (1735–1804) und dessen Ehefrau Sibylla Catharina Becker (1746–1782). Der Vater war als Bäckermeister aus Reichelsheim nach Frankfurt gekommen und hatte dort das Bürgerrecht durch Heirat erworben. Die Mutter war Tochter einer angesehenen Frankfurter Bäckerfamilie. Die Eltern hatten 13 Kinder, von denen 8 im Kindesalter starben. Bruder von Wilhelm Peter Binding war Johann Lorenz Binding (1776–1856), der Großvater des Bierunternehmers Conrad Binding (1846–1933) (siehe Binding-Brauerei). Wilhelm Peter Binding heiratete 1794 Christine Dorothea Krieg (1774–1849). Das Ehepaar hatte zehn Kinder. Der gemeinsame Sohn Georg Christoph Binding (1807–1877) wurde Appellationsgerichtsrat und Abgeordneter in Frankfurt.
Wilhelm Peter Binding war Bäckermeister in Frankfurt am Main. Von 1805 bis 1834 war er als Ratsverwandter Mitglied im Senat der Freien Stadt Frankfurt.